# ملاشية الأولى (اسماعيلية)
ملاشية الأولى (بالفارسية: ملاشیه یک) هي منطقة سكنية وتقع في إيران في قسم إسماعيلية الريفي. يقدر عدد سكانها بـ 20,883 نسمة . حی الملاشیه مظلومه من جمیع انحاء الرفاه و امکانات الریاضیه و محلات الدولتیه 